# Hoàng Văn Phùng
 Hoàng Văn Phùng (sinh ngày 17 tháng 10 năm 1909 – 1974) là một nhà cách mạng, chính khách Việt Nam. Ông từng là Giám đốc Nha Dân tộc Thiểu số trong Chính phủ Việt Nam Dân chủ Cộng hòa từ năm 1946 đến năm 1955 (nay là Ủy ban Dân tộc Việt Nam).

## Thân thế
Hoàng Văn Phùng là người dân tộc Tày, sinh ngày 17/10/1909, tại xã Thượng Giáo, huyện Ba Bể, tỉnh Bắc Kạn.
Từ thuở thiếu thời ông Hoàng Văn Phùng đã ý chí vượt qua khó khăn về Hà Nội học trường Hành chính.

## Sự nghiệp
Sau khi Học xong Trường Hành chính, ông được bổ nhậm chức Tri châu Bình Gia, tỉnh Lạng Sơn.
Năm 1944 ông được điều bổ làm Tri phủ Hoà An, tỉnh Cao Bằng
Tháng 10 năm 1944, trong lần kinh lý ở xã Cẩm Lý, huyện Hoà An, ông đã kịp thời giải cứu ông Triệu Thạch Quý, hội viên Việt Minh thoát chết trước mũi súng của giặc Pháp. Cũng trong lần kinh lý này, ông đã vận động, thuyết phục Lý trưởng xã Cẩm Lý Triệu Thạch Châu đi theo Việt Minh trả lại tiền của cho dân
Từ những đóng góp cho cách mạng, nên sau khi cách mạng tháng Tám thành công, năm 1946, Chính phủ thành lập Nha dân tộc thiểu số, ông được bổ nhiệm Giám đốc Nha Dân tộc thiểu số
3 tháng sau ngày thành lập, theo lời kêu gọi toàn quốc kháng chiến (19/12/1946) của Chủ tịch Hồ Chí Minh, ông trở về quê hương Bắc Kạn, được giao trọng trách Phó Chủ tịch rồi Chủ tịch Uỷ ban kháng chiến tỉnh Bắc Kạn
Năm 1947 trong khi đang đảm trách Chủ tịch Uỷ ban Kháng chiến tỉnh Bắc Kạn, thực dân Pháp nhảy dù xuống Bắc Kạn nhằm tiêu diệt Khu cơ quan của Trung ương sơ tán tại đây, ông bị giặc bắt, tra tấn dã man, nhưng đã trốn thoát trở lại tiếp tục lãnh đạo nhân dân kháng chiến.
Năm 1947, ông được kết nạp vào Đảng Cộng sản Đông Dương (nay là Đảng Cộng sản Việt Nam).
Kháng chiến thắng lợi, hoà bình lập lại ở miền Bắc, Chính phủ thành lập Khu tự trị Việt Bắc, ông được giao các trọng trách: Uỷ viên Thường trực Uỷ ban hành chính Khu tự trị Việt Bắc; Giám đốc Sở Giáo dục Khu tự trị Việt Bắc; Phó Giám đốc Sở Văn hoá Khu tự trị Việt Bắc; Uỷ viên Thường trực Uỷ ban Mặt trận Tổ quốc Khu tự trị Việt Bắc
Năm 1966 ông nghỉ chế độ.
Năm 1974 ông mất do bị huyết áp cao, hưởng thọ 66 tuổi.